# Mercedes-Benz OM 617
Der OM 617 ist ein Fünfzylinder-Reihenmotor von Daimler-Benz. Der Dieselmotor mit Vorkammereinspritzung kam 1974 im Mercedes-Benz 240 D 3.0 („Strich-Acht“, W 115) auf den Markt. Er ist von dem Vierzylindermotor OM 616 abgeleitet und unterscheidet sich von diesem nur durch den zusätzlichen Zylinder.
Das Kürzel „OM“ steht für „Oel-Motor“ (Motor, der mit Leichtöl/Diesel betrieben wird). Durch das Baukastensystem hat er mit dem OM 616 (240 D) die Kolben und Pleuel gemeinsam. An der Entwicklung war Ferdinand Piëch, der Enkel von Ferdinand Porsche und spätere Vorstandsvorsitzende der Volkswagen AG, maßgeblich beteiligt. Er betrieb ab 1972 ein Ingenieurbüro in Stuttgart und baute später den ersten Fünfzylinder-Benzinmotor auch bei Audi.

## Verwendung in Modellen
- W 115 240 D 3.0
- W 116 300 SD Turbodiesel (für US-Export)
- W 123 300 D
- S 123 300 TD
- C 123 300 CD Diesel und Turbodiesel (US- und Kanada-Export)
- W 123 300 D Turbodiesel (US-, Kanada- und Japan-Export)
- S 123 300 TD Turbodiesel (auch Heimatmarkt)
- W 126 300 SD Turbodiesel (für US-, Kanada- und Japan-Export)
- Puch/Mercedes G 300 GD
- Mercedes-Benz T 1 (209 D, 309 D, 409 D)
- C111 Type II (Prototypen und Experimentalfahrzeuge)
- Bandvagn 206

## Daten
| OM 617         | OM 617                     |
| -------------- | -------------------------- |
| Hubraum        | 3005 cm³                   |
| Bohrung × Hub  | 91 mm × 92,4 mm            |
| Verdichtung    | 21,0:1                     |
| Leistung       | 59 kW (80 PS) bei 4000/min |
| Drehmoment     | 172 Nm bei 2400/min        |
| Höchstdrehzahl | 5100/min                   |

Im August 1979 wurde bei gleichem Hub die Bohrung leicht um 0,1 mm verringert, um den Hubraum unter das steuerlich relevante Maß von 3000 cm³ zu senken und dabei die Leistung durch höhere Verdichtung sowie einen modifizierten Zylinderkopf mit steilerer Nockenwelle und anderen Vorkammern um 10 % gesteigert:
| OM 617        | OM 617                     |
| ------------- | -------------------------- |
| Hubraum       | 2998 cm³                   |
| Bohrung × Hub | 90,9 mm × 92,4 mm          |
| Verdichtung   | 21,5:1                     |
| Leistung      | 65 kW (88 PS) bei 4400/min |
| Drehmoment    | 172 Nm bei 2400/min        |

Damit hatte der Fünfzylinder-Saugdiesel im 300 D der Baureihe 123 vergleichbare Fahrleistungen wie der schwächste Vierzylinder-Ottomotor mit 69 kW (94 PS) im Mercedes 200.

## Turbo-Varianten
Der Journalist Fritz B. Busch stellte im „Dieselstar“ Ende 1975 Weltrekorde auf, dabei kam der Mercedes-Fünfzylinder mit Turbolader zum Einsatz.
Bereits im Mai 1976 fanden unter der Projektleitung von Hans Liebold erste Weltrekordfahrten mit einem modifizierten C111/2 mit OM 617 ATL (Abgasturbolader) und einer Leistung von ca. 140 kW (190 PS) in Nardò (Italien) statt. Die dabei erreichten Durchschnittsgeschwindigkeiten lagen bei ca. 250 km/h.
Im Mai 1978 wurden mit dem neu aufgebauten Rekordfahrzeug C 111/3 erneut Langstrecken-Weltrekorde mit dem OM 617 ATL durchgeführt, dessen Leistung inzwischen auf 170 kW (231 PS) gesteigert worden war. In Kombination mit der extrem strömungsgünstigen Karosserie des C 111/3 mit einem cw-Wert von 0,18 konnte die Durchschnittsgeschwindigkeit auf über 320 km/h gesteigert werden.
Mit dem T-Modell (Kombi) der Mittelklasse 300 TD Turbodiesel aus der Baureihe 123 kam der Turbomotor in einer Version mit 92 kW (125 PS) zum Verkauf. Die Motoren erreichen ein Drehmoment von 250 Nm.
Die Turboaufladung wurde kurz zuvor schon ab 1978 im 300 SD Turbo (Baureihe 116) serienmäßig für den amerikanischen Markt angeboten. Diese Vorgehensweise entspricht einem oft bei Technik- und Baureihenwechseln erprobten Muster bei Daimler-Benz: Eine neue Technik wird in einem begrenzten Marktsegment (USA) eingeführt und wenn sie sich dort bewährt, kommt kurz darauf die Einführung der Technik in anderen Märkten oder anderen Baureihen. Diese Strategie minimiert Kostenprobleme in den Fällen, dass sich einmal Schwierigkeiten ergeben sollten, zum Beispiel betreffend Zuverlässigkeit und Gewährleistungen.
Andere Marken wie BMW, Alfa Romeo, Audi usw. hatten erst später vergleichbar starke Diesel im Angebot, wie BMW ab 1983 den 2443-cm³-Sechszylinder M21 mit 85 kW (116 PS), Audi ab 1982 einen 74 kW (101 PS) starken Zweiliter-Fünfzylinder-Turbo mit Ladeluftkühler und ab 1990 den 88 kW (120 PS) starken 2,5-l-TDI.
OM 617.950 (Turbo OM 617 A, A = mit Abgas angetriebener Lader) bis Oktober 1978:
| OM 617 A       | OM 617 A                    |
| -------------- | --------------------------- |
| Hubraum        | 2998 cm³                    |
| Bohrung × Hub  | 90,9 mm × 92,4 mm           |
| Verdichtung    | 21,5:1                      |
| Leistung       | 85 kW (115 PS) bei 4000/min |
| Drehmoment     | 250 Nm bei 2400/min         |
| Höchstdrehzahl | 5200/min                    |

OM 617.952 (Turbo OM 617 A) im Jahr 1982:
| OM 617 A       | OM 617 A                    |
| -------------- | --------------------------- |
| Hubraum        | 2998 cm³                    |
| Bohrung × Hub  | 90,9 mm × 92,4 mm           |
| Verdichtung    | 21,5:1                      |
| Leistung       | 92 kW (125 PS) bei 4350/min |
| Drehmoment     | 250 Nm bei 2400/min         |
| Höchstdrehzahl | 5200/min                    |

Dieser Turbolader-Motor war der erste Dieselmotor, der zum Einsatz in den Karosserien der S-Klasse und der Coupés der Mittelklasse für geeignet befunden wurde – Daimler-Benz ging es um das Einhalten der von der US-Regierung vorgegebenen Flottenverbrauchswerte. So ließ man die Modelle 300 SD (S-Klasse-Diesel) und 300 CD (Diesel-Coupé) entstehen, deren erste (S-Klasse W 116, Coupé C 123) und zweite Karosserieversionen (S-Klasse Baureihe 126) nur in den USA verkauft wurden.
In diesen ersten Diesel-Turbomotoren für Mercedes-Pkw wurden spritzöl-gekühlte Kolben eingesetzt. Sie haben als erste Serienmotoren der Welt Gleitlager des Herstellers Glyco, bei denen auf die Stahl-Trägerschicht, die Bronze-Lagerschicht und die galvanischen Beschichtung dann im Vakuum noch eine oberste tragende Hartschicht durch Sputtern aufgebracht wurde. Diese Technik ist aufgrund ihrer Härte- und Verschleißeigenschaften seither in vielen Hochleistungsmotoren im Serieneinsatz. Tuning-Versuche an Dieselmotoren scheiterten zuvor oftmals mit Motorschaden an zu geringer Kolbenkühlung und an zu schwachen Gleitlagern der Kurbelwelle, die den höheren Verbrennungsdrücken nicht standhielten.

## Entwicklung und Probleme
Aus der ersten Serie fielen Motoren teils mit Problemen bei der Gussqualität der nun um den fünften Zylinder längeren Motorengehäuse auf. Ebenso gab es anfangs Probleme mit den Turbos – die hohen Drücke an der Kurbelwellenlagerung führten verschiedentlich zu Schäden. Daimler-Benz setzte bei diesen Motoren dann (siehe oben) erstmals Gleitlager mit einer Sputterschicht ein.
Daimler-Benz verwendete in diesem Motor, erstmals bei Pkw-Dieselmotoren, Kurbelwellen, die – nach dem Schmieden in einer Ebene – noch „getwistet“ werden. Das Twisten ist ein Verdrehen der Kurbelzapfen, um beim Fünfzylinder einen gleichmäßigen Zündversatz von 144 Grad zu erreichen. (Bei Sechszylinderwellen werden vier der sechs Kurbelzapfen um 60 Grad getwistet, das ist preiswerter zu machen als der Zapfenversatz von Fünfzylindern.) Hierzu werden bei dem Rohling der Fünfzylinderwelle nach dem Schmieden und Abgraten in einem weiteren Schmiedehub mittels eines Sondergesenks vier der Kurbeln jeweils um 36 Grad aus der Schmiedeebene hydraulisch herausgehoben oder abgesenkt. Damit ist die Fünfzylinder-Kurbelwelle ein erheblich aufwendiger gefertigtes Bauteil im Vergleich zu einer Vierzylinder-Welle.
Die ersten Turbos waren teilweise hoher Dauerbelastung bei hohen Außentemperaturen nicht gewachsen, wenn nach Hochlastfahrt z. B. auf der Autobahn an einer Raststätte der Motor sofort abgestellt wird. Das von den hohen Abgasmengen bei Volllast dunkelrot nachglühende Gehäuse heizte dann den gesamten Lader mitsamt der Turbinenwelle und dem Öl auf, mit der Folge, dass das Öl in der Wellenlagerung verkokte und den Lader blockierte.
Später kamen eigens Hinweise in die Bedienungsanleitungen, dass nach Vollgasfahrten die Turbodieselmotoren zunächst „kühlgefahren“ werden müssen bzw. sie aus dem Hochlastzustand nicht direkt abgestellt werden dürfen, sondern erst nach einigen Minuten kühlendem Nachlauf bei geringerer Last.
Sowohl die großen Saugdiesel der ersten Generation als auch vor allem die Turbos entfernten sich mit ihrem großen Hubraum von drei Litern merklich von dem alten Diesel-Ruf der Sparsamkeit. Unter ca. 10 l/100 km lassen sich die 59-kW-Variante und die Turbos (hier auch infolge des serienmäßigen Automatikgetriebes) erfahrungsgemäß kaum bewegen. Erst die 65-kW-Variante mit Schaltgetriebe, besonders mit dem ab 1982 verfügbaren Fünfganggetriebe, brachten die Dreiliter-Diesel mit unter 9 l/100 km auf Verbrauchswerte, die sich deutlich unter den kleinen Benzinmotoren dieser Zeit bewegen.
Seit Ende der 1990er Jahre fällt ein anderer Vorzug dieser Dieselgeneration auf: Der OM 617 ist wie seine Vierzylinder-Schwestermotoren und auch die nachfolgende Dieselmotorengeneration hervorragend für den Betrieb mit Pflanzenöl geeignet. Mit den originalen Einspritzdüsen (Bosch DN0SD220) sind die Kaltstarteigenschaften relativ schlecht. Es lassen sich aber problemlos die Vorstrahldüsen (DN0SD261/265/314) aus dem W 124 montieren, wodurch sich auch der Kaltstart verbessert. Die regelmäßige Abgasuntersuchung beweist, dass sich die bei dieser Generation noch recht hohen Trübungswerte durch Pflanzenölbetrieb erheblich verringern lassen.
Im Vergleich zu moderneren Dieselmotoren fällt auf, dass der OM 617 wie seine Baureihengeschwister noch recht rau arbeitet. Der Fünfzylinder kann insbesondere in den Baureihen, in denen er vor dem Sechszylinder-Dreiliter eingesetzt wurde (USA-Modelle der S-Klasse W 126), im Komfort und in den Verbrauchsdaten nicht mit dem nachfolgenden Motorentyp OM 603 mithalten. Vorteil des älteren Motortyps ist jedoch seine vergleichsweise Unempfindlichkeit gegen Schäden an der Zylinderkopfdichtung, da das Gussmaterial des Motorengehäuses und des Zylinderkopfs beim OM 617 noch identisch ist, wohingegen der Nachfolger einen Zylinderkopf aus Aluminium mit einem demzufolge differierenden Ausdehnungsverhalten hat.